# Onthophagus striatulus
Onthophagus striatulus es una especie de insecto del género Onthophagus, familia Scarabaeidae, orden Coleoptera.
Fue descrita científicamente por Palisot de Beauvois en 1809.